# Blechnum contiguum
Blechnum contiguum är en kambräkenväxtart som beskrevs av Georg Heinrich Mettenius. Blechnum contiguum ingår i släktet Blechnum och familjen Blechnaceae. Inga underarter finns listade.